# 레오마르 레이리아
레오마르 레이리아(영어: Leomar Leiria, 1971년 6월 26일 ~ )는 브라질 출신의 축구 선수이다. K리그에서 등록명은 레오마르를 사용하였으며 미드필더로 활약하였다. 전북 현대 모터스에 입단하여 2001 시즌 한 시즌 동안 시즌 통산 10경기 0득점-0도움 (정규리그 4경기 0득점-0도움 / 리그컵 6경기 0득점-0도움)의 기록을 남겼다.브라질 축구 국가대표팀 주장 출신으로 입단전부터 화제를 모았으나 기대만큼의 활약을 보여주지 못했다.